# Khu đô thị Katowice

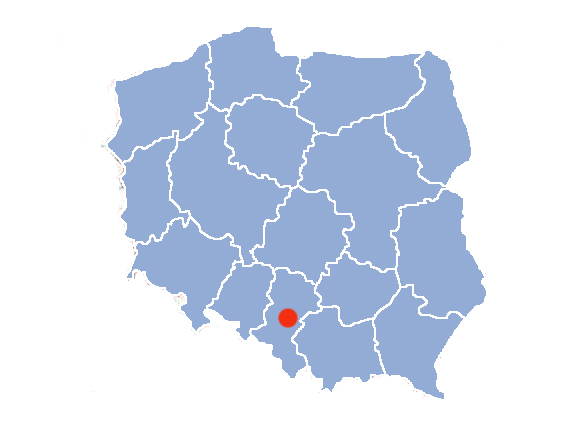
Vị trí của khu đô thị Katowice trên bản đồ Ba Lan

Khu đô thị Katowice (tiếng Ba Lan: Konurbacja katowicka, phát âm [kɔnurˈbat͡sja katɔˈvit͡ska]), còn được gọi là khu đô thị Upper Silesian (tiếng Ba Lan: Konurbacja górnośląska, phát âm [kɔnurˈbat͡sja ɡurnɔˈɕlɔ̃ska]), là một khu đô thị/chùm đô thị ở miền nam Ba Lan. Nó thuộc tỉnh Śląskie và một phần nhỏ của Małopolskie. Khu đô thị Katowice là khu vực đô thị lớn nhất ở Ba Lan và là một trong những khu vực lớn nhất trong Liên minh châu Âu.
Dân số của nó là khoảng 2,7 triệu người. Khu đô thị Katowice chiếm phần lớn dân số và diện tích của khu vực Katowice (dân số từ 3 triệu đến 3,5 triệu người) và là một phần của khu vực Upper Silesian, nơi có dân số 5.294.000 người. Ngoài ra, đây là một phần của khu vực Upper Silesian (khu vực đô thị Katowice-Kraków), có dân số khoảng 7 triệu người trong số những đô thị khác trong chùm đô thị Kraków.

## Tên khác
tiếng Anh: Katowice conurbation, Upper Silesian conurbation, Upper Silesian urban area. tiếng Ba Lan: konurbacja katowicka, konurbacja górnośląska, konurbacja śląska, aglomeracja katowicka, aglomeracja górnośląska.

## Số liệu thống kê
Số lượng dân số là khác nhau theo các nguồn khác nhau.
- 2,505,000 - theo Demographia. Được ghi nhận là khu đô thị lớn thứ 12 trong Liên minh châu Âu.[2]
- 2.700.000 - theo Metropolis.pl[3]
- 2.746.000 - theo mô tả khoa học của Tadeusz Markowski.[4]
- 2.733.000 (2.928.000 - tính toàn bộ các quận liền kề thành phố) - theo mô tả khoa học của Paweł Swianiewicz và Urszula Klimska.[5]
- 2.775.000 - theo citypopulation.de.[6]
- 2.764.971 - số cư dân cư trú tại 42 thành phố và thị trấn lân cận trong khu đô thị, trong một khu vực 2.411 km², mật độ dân số: 1.146,82/km2(2.970,2/m2 mi) (ngày 1 tháng 1 năm 2008) - trên cơ sở dữ liệu từ Cục Thống kê Trung ương ở Ba Lan.[7]
- 2.746.460 - theo Eurostat. Được đánh dấu là khu đô thị lớn thứ 13 ở châu Âu.[8]
- 2.886.700 - theo mô tả khoa học của Kazimierz Fiedorowicz và Jacek Fiedorowicz.[9]
- 3.029.000 - theo Mạng lưới quan sát quy hoạch không gian châu Âu. Được đánh dấu là khu vực đô thị lớn thứ 13 trong Liên minh châu Âu và cũng là khu vực đô thị đa trung tâm thứ 6 ở EU.[1]
- 3.069.000 - theo Liên Hợp Quốc.[10]
- 3.239.200 - theo Bộ Phát triển Vùng Ba Lan [11]
- 3,450,141 - theo Eurostat[12]
- 3.488.000 - theo www.worldatlas.com.[13]
- 3.500.000 - theo bách khoa toàn thư PWN.[14][15]
- 3.500.000 - theo mô tả khoa học của Jerzy Parysek và Alexander Tölle.[16]

## Quản lý đô thị

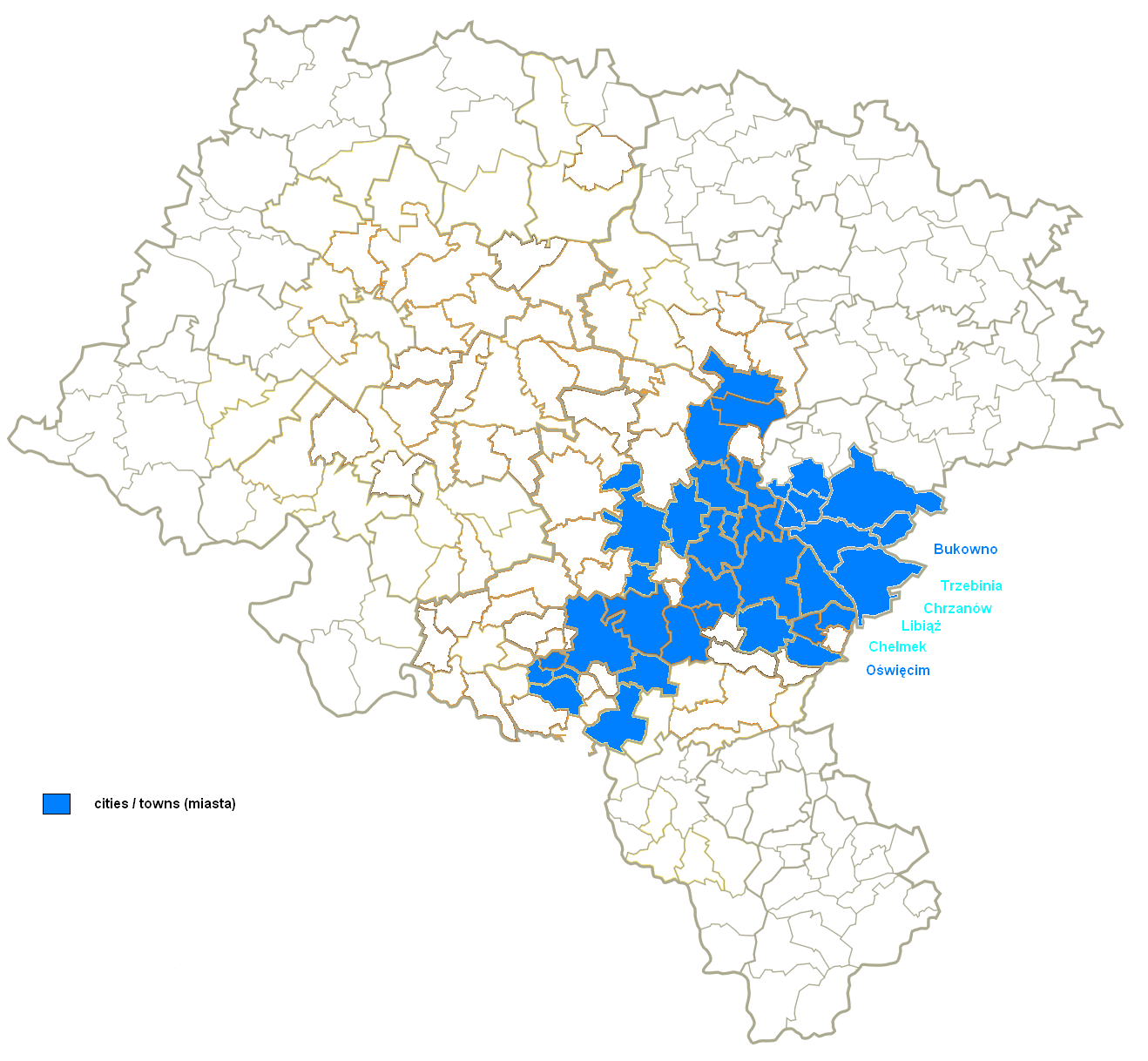
Các thành phố và thị trấn liền kề được viền màu xanh lam trên bản đồ

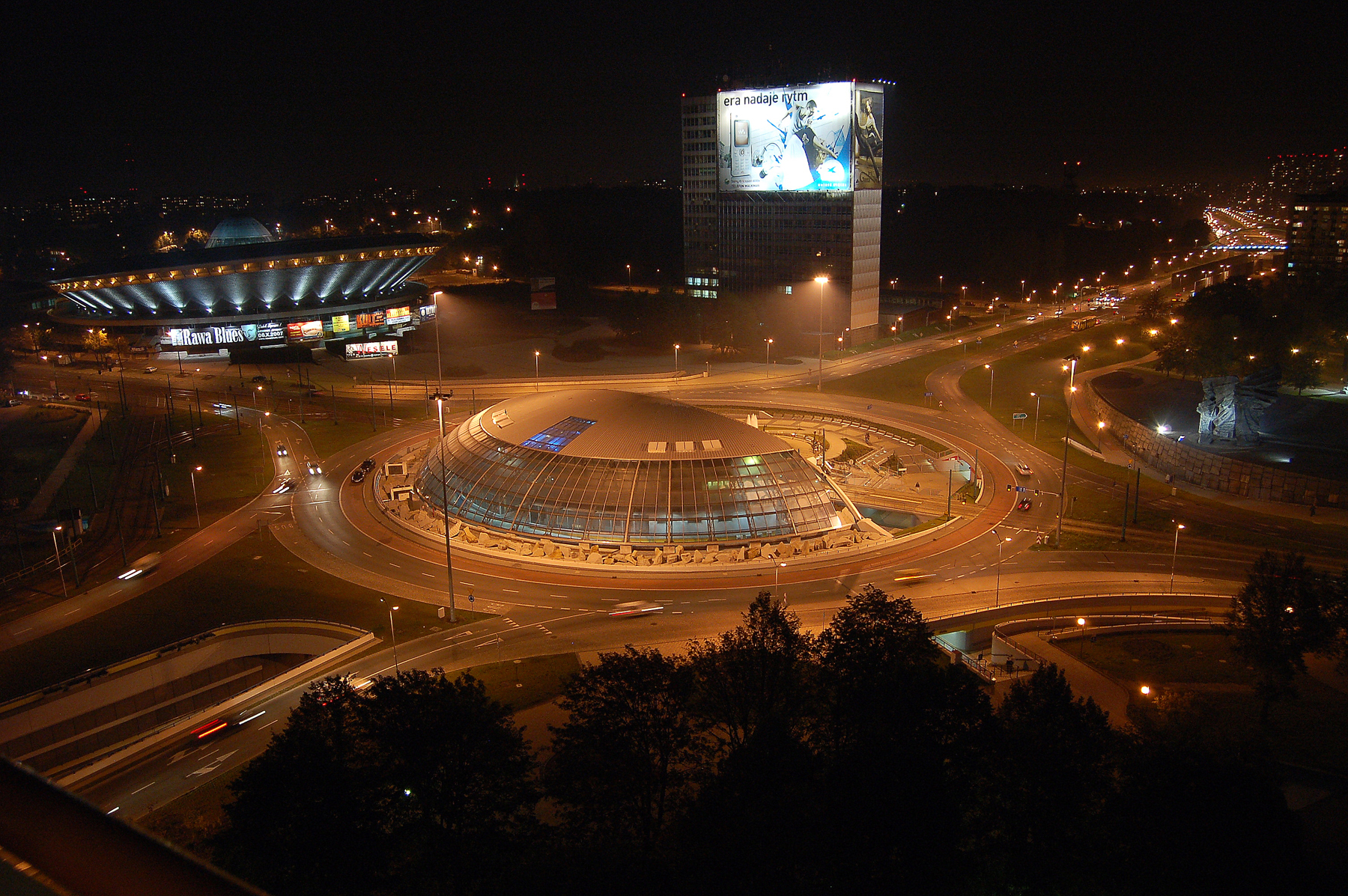
Katowice thành phố lớn nhất trong khu vực đô thị Upper Silesian.

Thống kê theo thành phố (ngày 1 tháng 1 năm 2008):
| Thành phố            | Số dân    | Diện tích (km²) | Mật độ (km−2) |
| -------------------- | --------- | --------------- | ------------- |
| Katowice             | 312.201   | 164,67          | 1.896         |
| Sosnowiec            | 222.586   | 91,06           | 2.444         |
| Gliwice              | 197.393   | 133,88          | 1.474         |
| Zabrze               | 189.062   | 80,40           | 2.352         |
| Bytom                | 184.765   | 69,44           | 2.661         |
| Ruda Śląska          | 144.584   | 77,73           | 1.860         |
| Rybnik               | 141.080   | 148,36          | 951           |
| Tychy                | 129.776   | 81,64           | 1.590         |
| Dąbrowa Górnicza     | 128.795   | 188,73          | 682           |
| Chorzów              | 113.678   | 33,24           | 3.420         |
| Jaworzno             | 95.520    | 152,67          | 626           |
| Jastrzębie-Zdrój     | 93.939    | 85,34           | 1.101         |
| Mysłowice            | 74.912    | 65,75           | 1.139         |
| Siemianowice Śląskie | 71.621    | 25,5            | 2.809         |
| Żory                 | 62.008    | 64,59           | 960           |
| Tarnowskie Góry      | 60.975    | 83,72           | 728           |
| Piekary Śląskie      | 59.061    | 39,98           | 1.477         |
| Będzin               | 58.639    | 37,37           | 1.569         |
| Świętochłowice       | 54.525    | 13,31           | 4.097         |
| Wodzisław Śląski     | 49.132    | 49,51           | 992           |
| Oświęcim             | 40.520    | 30,00           | 1.351         |
| Chrzanów             | 39.452    | 38,32           | 1.030         |
| Knurów               | 39.449    | 33,95           | 1.162         |
| Mikołów              | 38.698    | 79,20           | 489           |
| Czeladź              | 34.072    | 16,38           | 2.080         |
| Czerwionka-Leszczyny | 28.329    | 37,63           | 753           |
| Łaziska Górne        | 21.942    | 20,07           | 1.093         |
| Rydułtowy            | 21.915    | 14,95           | 1.466         |
| Trzebinia            | 20.128    | 31,94           | 630           |
| Bieruń               | 19.464    | 40,67           | 479           |
| Pyskowice            | 19.104    | 30,89           | 618           |
| Orzesze              | 18.907    | 83,79           | 226           |
| Radlin               | 17.711    | 12,53           | 1.413         |
| Libiąż               | 17.487    | 35,85           | 488           |
| Radzionków           | 17.163    | 13,20           | 1.300         |
| Lędziny              | 16.262    | 31,48           | 517           |
| Pszów                | 14.011    | 20,44           | 685           |
| Wojkowice            | 9.368     | 12,79           | 732           |
| Chełmek              | 9.079     | 8,27            | 1.098         |
| Kalety               | 8.780     | 56,00           | 128           |
| Imielin              | 8.010     | 28,00           | 286           |
| Miasteczko Śląskie   | 7.347     | 67,83           | 108           |
| Sławków              | 6.866     | 36,67           | 187           |
| Total                | 2.773.751 | 2.467,74        | 1.146         |